# Elisabeth Berenberg

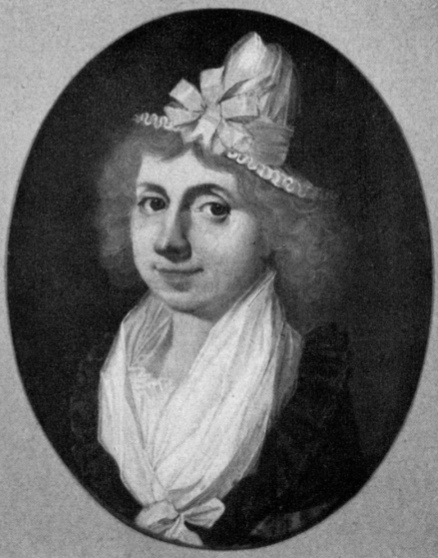
Elisabeth Berenberg

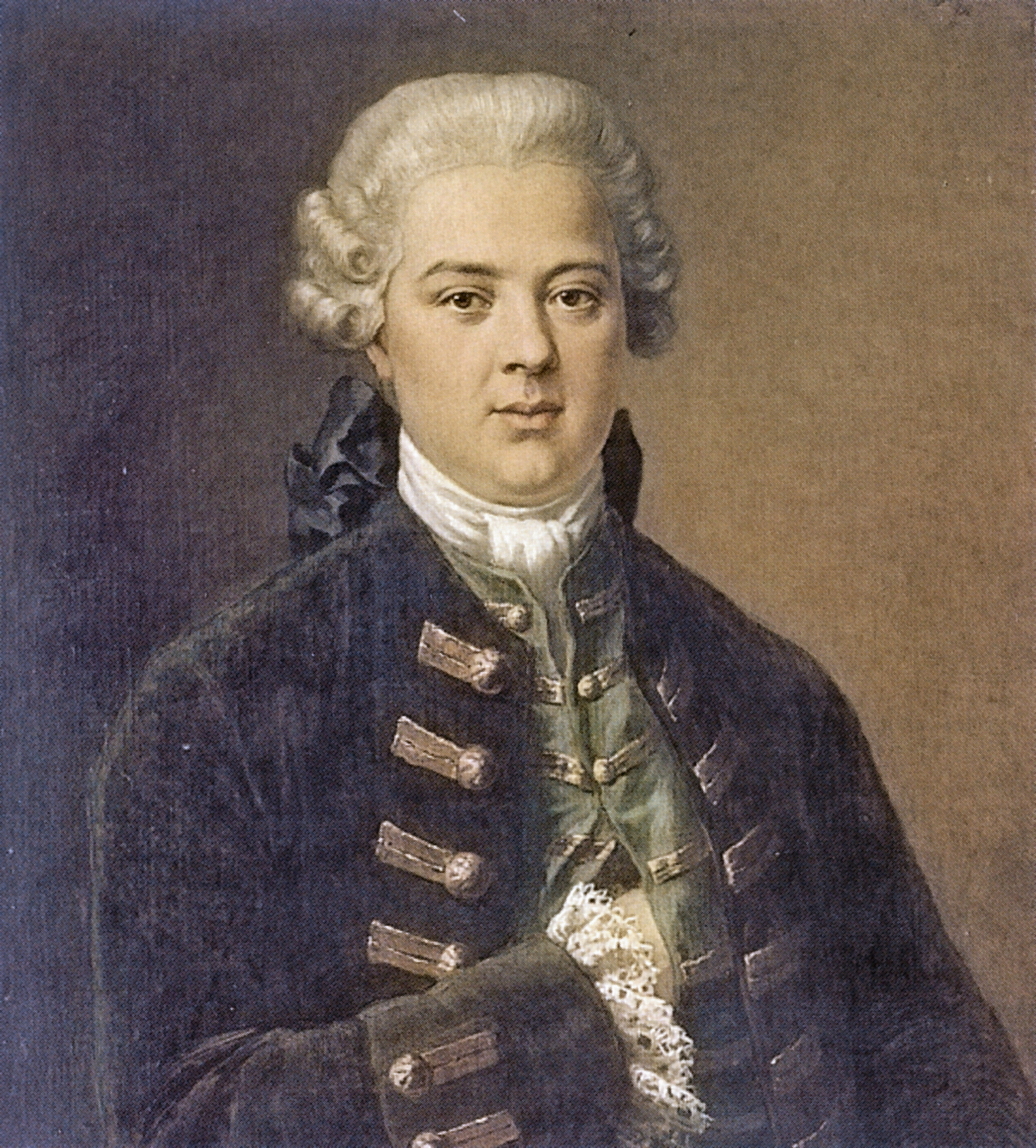
Johann Hinrich Gossler

Elisabeth Berenberg (* 2. Dezember 1749 in Hamburg; † 16. Januar 1822 ebenda) war eine deutsche Bankierin in Hamburg.

## Leben

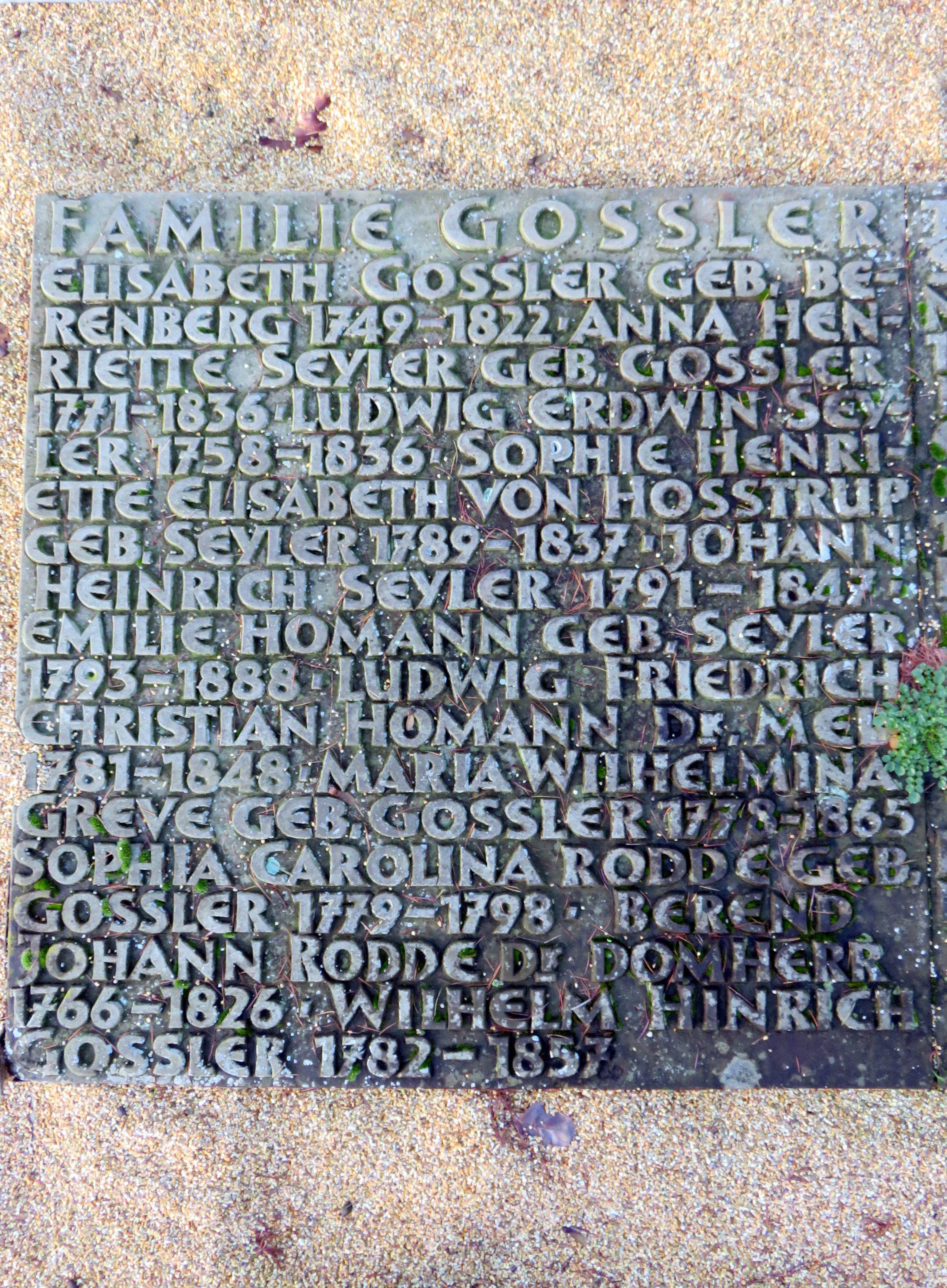
„Elisabeth Gossler geb. Berenberg“,
Friedhof Ohlsdorf

Berenberg war einzige Erbin der niederländischstämmigen hanseatischen Bankiersfamilie Berenberg und war 1790–1800 als erste Frau Komplementärin des Handels- und Bankhauses Berenberg. Sie war Tochter des Bankiers Johann Berenberg (1718–1772) und wurde nach ihrer Großmutter Anna Elisabeth Amsinck (1690–1748) benannt. Mit Johann Berenberg erlosch die Familie Berenberg 1822 im Mannesstamm.
Sie war mit dem Bankier Johann Hinrich Gossler verheiratet und war u. a. Mutter des Hamburger Senators Johann Heinrich Gossler, Großmutter des Hamburger Ersten Bürgermeisters Hermann Gossler und Ur-Ur-Großmutter des Ersten Bürgermeisters Johann Heinrich Burchard. Ihr Urenkel Johann Berenberg Gossler wurde 1888 als von Berenberg-Gossler geadelt. Ihre älteste Tochter Anna Henriette Gossler war mit Ludwig Erdwin Seyler, Gesellschafter bzw. Senior des Handelshauses Berenberg ab 1788/90, verheiratet.
An Elisabeth Berenberg wird auf der Doppelsammelgrabplatte Familie Gossler des Althamburgischen Gedächtnisfriedhofs, Friedhof Ohlsdorf, erinnert.